# Kanton Mulhouse-Ouest
Kanton Mulhouse-Ouest (fr. Canton de Mulhouse-Ouest) byl francouzský kanton v departementu Haut-Rhin v regionu Alsasko. Tvořila ho pouze západní část města Mylhúzy. Zrušen byl po reformě kantonů 2014.